# Vabalninkas
Vabalninkas es una ciudad de Lituania, capital de la seniūnija homónima en el municipio-distrito de Biržai de la provincia de Panevėžys.
En 2011, la ciudad tenía una población de 1057 habitantes.
Se conoce la existencia de la localidad en documentos desde 1554. En 1593, el señorío fue asignado a la reina consorte Ana de Austria. En 1618 recibió el título de miestelis y en 1619 derechos de mercado. Entre 1775 y 1776 llegó a adoptar temporalmente el Derecho de Magdeburgo, a partir de lo cual pasó a considerarse una ciudad; el título de ciudad fue confirmado en 1792 por Estanislao II Poniatowski.
Se ubica a medio camino entre Biržai y Kupiškis sobre la carretera 124. Al suroeste de la ciudad sale la carretera 191, que lleva a la capital provincial Panevėžys.